# Aleksej Uljukaev
Aleksej Valentinovič Uljukaev (in russo Алексе́й Валенти́нович Улюка́ев?; Mosca, 23 marzo 1956) è un politico ed economista russo, Ministro dello Sviluppo Economico della Federazione Russa dal giugno 2013 al novembre 2016 nel governo di Dmitrij Medvedev. In precedenza è stato Vice Presidente della Banca Centrale Russa. Ha il grado civile di Consigliere di Stato effettivo della Federazione Russa di 1ª classe.
Ha scontato parte di una pena detentiva di otto anni in una colonia penale alla periferia di Tver' per aver sollecitato una grossa tangente.

## Biografia
Uljukaev ha studiato economia all'Università statale di Mosca "Lomonosov". Si è laureato nel 1979 e ha conseguito il Dottorato in Scienze (Economia) nel 1982. Per i successivi sei anni ha lavorato per l'Istituto di ingegneria edile di Mosca.
Dal 1992 al 1994, Uljukaev ha ricoperto vari incarichi nell'Ufficio del Primo Ministro. Ha lavorato come vicedirettore presso l'Istituto dei problemi economici del periodo di transizione dal 1994 al 1996 e dal 1998 al 2000. Nel frattempo, dal 1996 al 1998, ha lavorato alla Duma della città di Mosca.
Nel 2000 Uljukaev è stato nominato primo viceministro delle finanze. Dal 2004 al 2013 è stato Primo Vice Presidente della Banca Centrale di Russia .
Nel giugno 2013 Uljukaev è stato nominato ministro dello sviluppo economico e ha ricoperto questa carica fino al suo arresto nel novembre 2016.

### Arresto e indagine
Il comitato investigativo della Russia ha annunciato che Uljukaev era stato arrestato nel novembre 2016 a causa delle accuse di aver ricevuto una tangente di 2 milioni di dollari per una valutazione che ha portato all'acquisizione da parte della compagnia petrolifera controllata dal Cremlino Rosneft di una partecipazione del 50% in Bashneft. Ciò dopo mesi di sorveglianza.  Lo stesso giorno dell'arresto, Vladimir Putin lo ha licenziato dalla carica ministeriale.  Il suo processo è iniziato nell'agosto 2017.
L'organizzatore di questa operazione era stato il capo di Rosneft e confidente di Putin, Igor' Sečin. Sechin, testimone chiave del processo, è stato convocato quattro volte dalla difesa, ma ha rifiutato di essere interrogato. Uljukaev ha paragonato la sua accusa ai processi farsa degli anni '30.
Il 15 dicembre 2017, Uljukaev è stato giudicato colpevole e condannato a otto anni in una colonia di lavoro a regime rigoroso e a una multa di 130 milioni di rubli.
Il 27 aprile 2022, un tribunale della città di Tver' ha accolto la richiesta di libertà condizionale di Uljukaev. È stato rilasciato nel maggio 2022.